# جيرالد ميلزر
جيرالد ميلزر (بالألمانية: Gerald Melzer)‏ مواليد 13 يوليو 1990 في فيينا، هو لاعب كرة مضرب نمساوي بدأ مسيرته كمحترف سنة 2007 يلعب باليد اليسرى ويحتل حالياً المرتبة رقم. 120 (1 فبراير 2016) في تصنيف رابطة محترفي كرة المضرب. أعلى تصنيف له في الفردي كان المركز الـ 120 في سنة 2016. أعلى تصنيف له في الزوجي كان المركز الـ 197 في سنة 2014.

## روابط خارجية
- جيرالد ميلزر على موقع رابطة محترفي التنس (الإنجليزية)
- جيرالد ميلزر على موقع الاتحاد الدولي لكرة المضرب (الإنجليزية)
- جيرالد ميلزر على موقع كأس ديفيز (الإنجليزية)
- جيرالد ميلزر على موقع خلاصة التنس.كوم (الإنجليزية)
- جيرالد ميلزر على موقع إي إس بي إن.كوم (الإنجليزية)